# Bağbanlı (Quba)
Bağbanlı è un comune dell'Azerbaigian situato nel distretto di Quba. Conta una popolazione di 1.562 abitanti.